# Kartoffelkäse
Kartoffelkäse ou Erdäpfelkäse (literalmente: queijo de batatas) é um prato típico da culinária da Áustria e da região da Baviera, na Alemanha.

## Origem
Apesar do nome mencionar queijo, esse ingrediente não é utilizado na composição do prato (ver também Leberkäse). Na verdade, o nome é derivado do sabor de leite, ligeiramente adocicado.
O Kartoffelkäse é uma massa para barrar no pão, sendo preparado, como o nome sugere, com batatas. Inicialmente, era uma receita  usada para aproveitar batatas que não estivessem em perfeitas condições, após a colheita. O prato, originalmente, era preparado para os trabalhadores sazonais que ajudaram com a colheita de batata sendo servido como segundo café da manhã ou um lanche acompanhado com leite, cerveja ou mosto.
Além de batatas, os seus ingredientes incluem alcaravias, cebola, creme e salsa. Algumas receitas utilizam também ovo cozido.

## Preparação
As batatas são cozidas e trituradas e posteriormente misturadas com pequenas cebolas picadas (em proporções 3:1) e creme azedo até se tornar uma mistura espalhável. Então, a mistura é aromatizada  com sal, pimenta, alcaravia, salsa e às vezes alho e cebolinha. Algumas receitas sugerem misturar um ovo cozido, mas esse ingrediente reduz consideravelmente o tempo de armazenamento.